# فرفیون کنگره‌ای
فرفیون کنگره‌ای (نام علمی: Euphorbia chamaesyce) نام یک گونه از سرده فرفیون است.